# مورغان أونيل
مورغان أونيل (بالإنجليزية: Morgan O'Neill)‏ هو كاتب سيناريو ومخرج أسترالي، ولد في 19 أبريل 1973 في سيدني في أستراليا.

## وصلات خارجية
- مورغان أونيل على موقع IMDb (الإنجليزية)
- مورغان أونيل على موقع ألو سيني (الفرنسية)
- مورغان أونيل على موقع أول موفي (الإنجليزية)
- مورغان أونيل على موقع قاعدة بيانات الأفلام السويدية (السويدية)
- مورغان أونيل على موقع قاعدة بيانات الفيلم (الإنجليزية)
- مورغان أونيل على موقع كينوبويسك (الروسية)